# Un Natale speciale a New York
Un Natale speciale a New York (Black Nativity) è un film del 2013 diretto da Kasi Lemmons.

## Trama
Langston è uno scaltro adolescente di Baltimora, figlio di una ragazza madre, Naima. Un giorno si reca a New York per trascorrere le vacanze di Natale con i suoi lontani parenti, il Reverendo Cornell e Aretha Cobbs. Non volendo vivere secondo le imponenti regole del reverendo Cornell, il ragazzo, frustrato, è determinato a tornare a casa da sua madre. Langston si imbarca in un viaggio sorprendente e stimolante e insieme ai suoi nuovi amici, e ad un piccolo di intervento divino, scopre il vero senso della fede, della guarigione e della famiglia.

## Distribuzione
Il film è stato distribuito nelle sale cinematografiche statunitensi il 27 novembre 2013.